# Jüdischer Friedhof (Heilbronn)

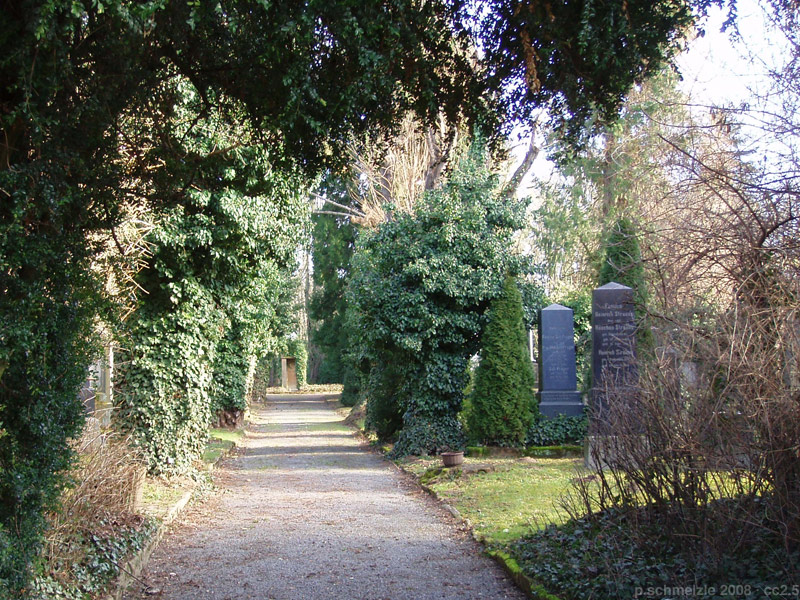
Jüdischer Friedhof in Heilbronn

Der Jüdische Friedhof in Heilbronn ist der Begräbnisplatz der Heilbronner Jüdischen Gemeinde. Er ist ein geschütztes Kulturdenkmal.
Die ab 1861 neu entstandene jüdische Gemeinde Heilbronns benötigte einen jüdischen Friedhof, der 1867/68 auf einem 6500 m² großen Gelände an der Straße Im Breitenloch am Fuße des Wartbergs neu angelegt wurde. Die erste Bestattung fand am 1. August 1868 statt. Eine einstmals bestehende Friedhofshalle brannte 1938 nieder. Auf dem Friedhof befinden sich ein 1920 eingeweihtes Gefallenen-Denkmal für die 30 Heilbronner jüdischen Gefallenen des Ersten Weltkriegs, ein Gedenkstein von 1984 für die Opfer der Judenverfolgung von 1933 bis 1945, ein weiterer Gedenkstein von 1984 für mehrere unbekannte Personen, die im Frühjahr 1943 dort bestattet wurden, sowie ein Mahnmal von 1987 mit den Namen der 235 während des Nationalsozialismus umgekommenen Heilbronner Juden. Der Friedhof wird bis in die Gegenwart belegt. Er ist üblicherweise verschlossen, kann jedoch nach Voranmeldung besichtigt werden.
In unmittelbarer Nachbarschaft zum Jüdischen Friedhof befindet sich der Botanische Obstgarten Heilbronn.

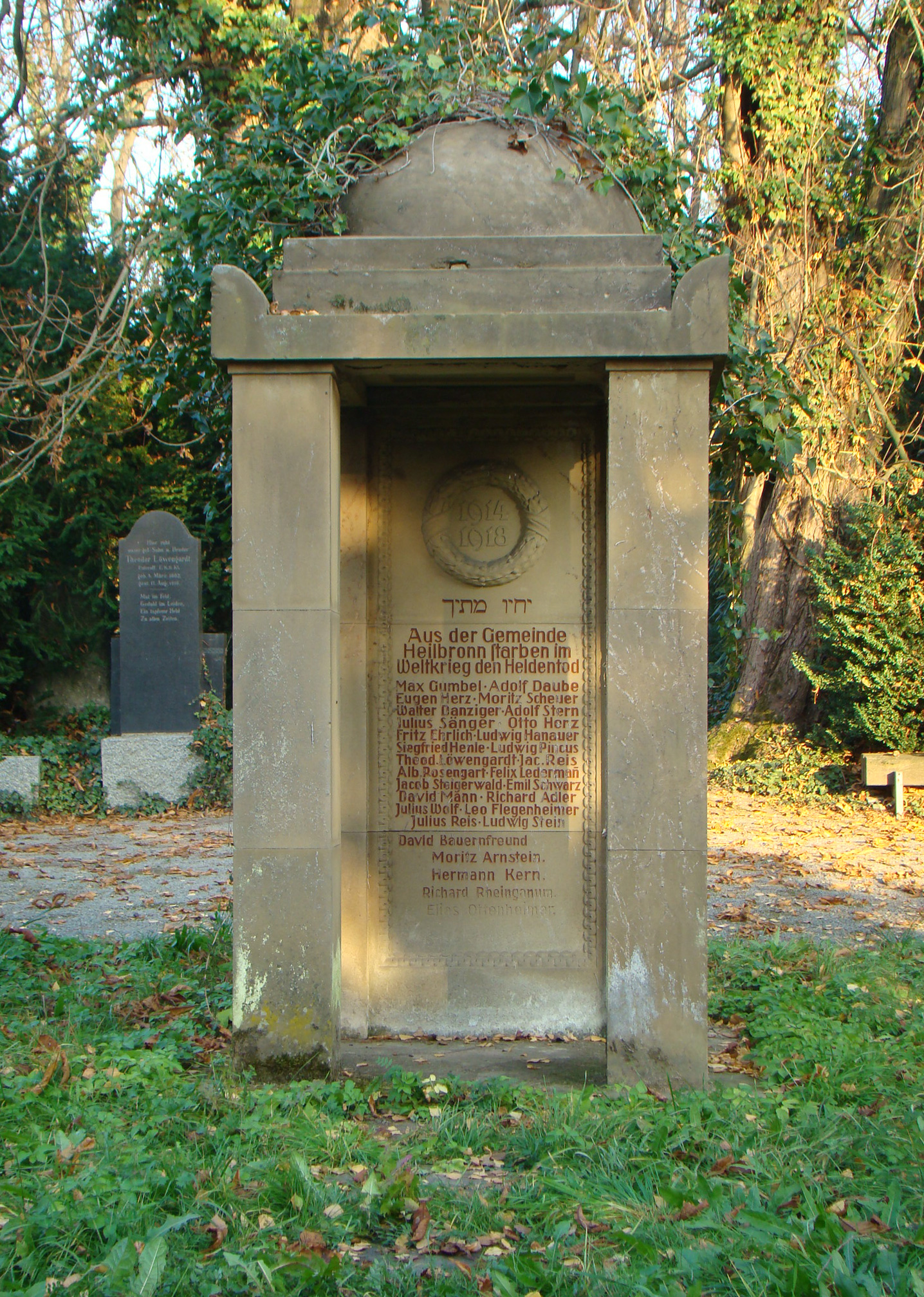
Gefallenen-Denkmal
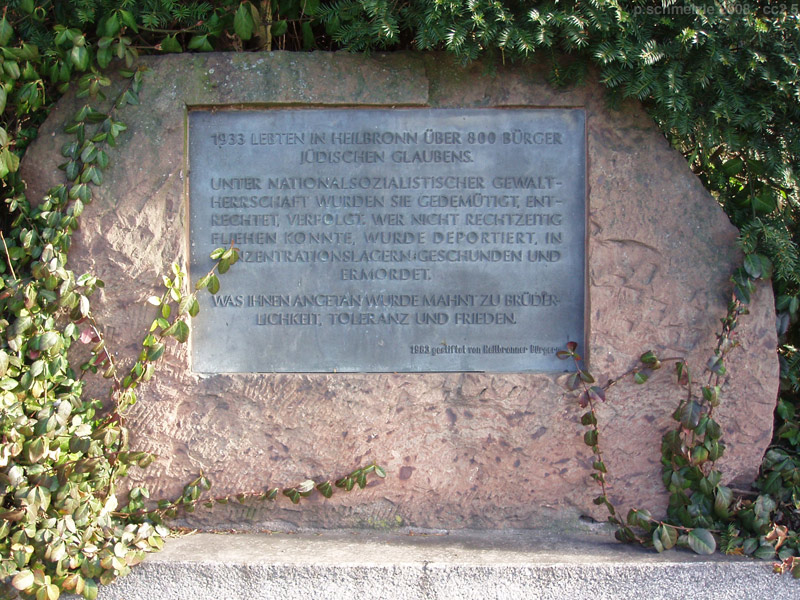
Gedenkstein für die Opfer der Judenverfolgung
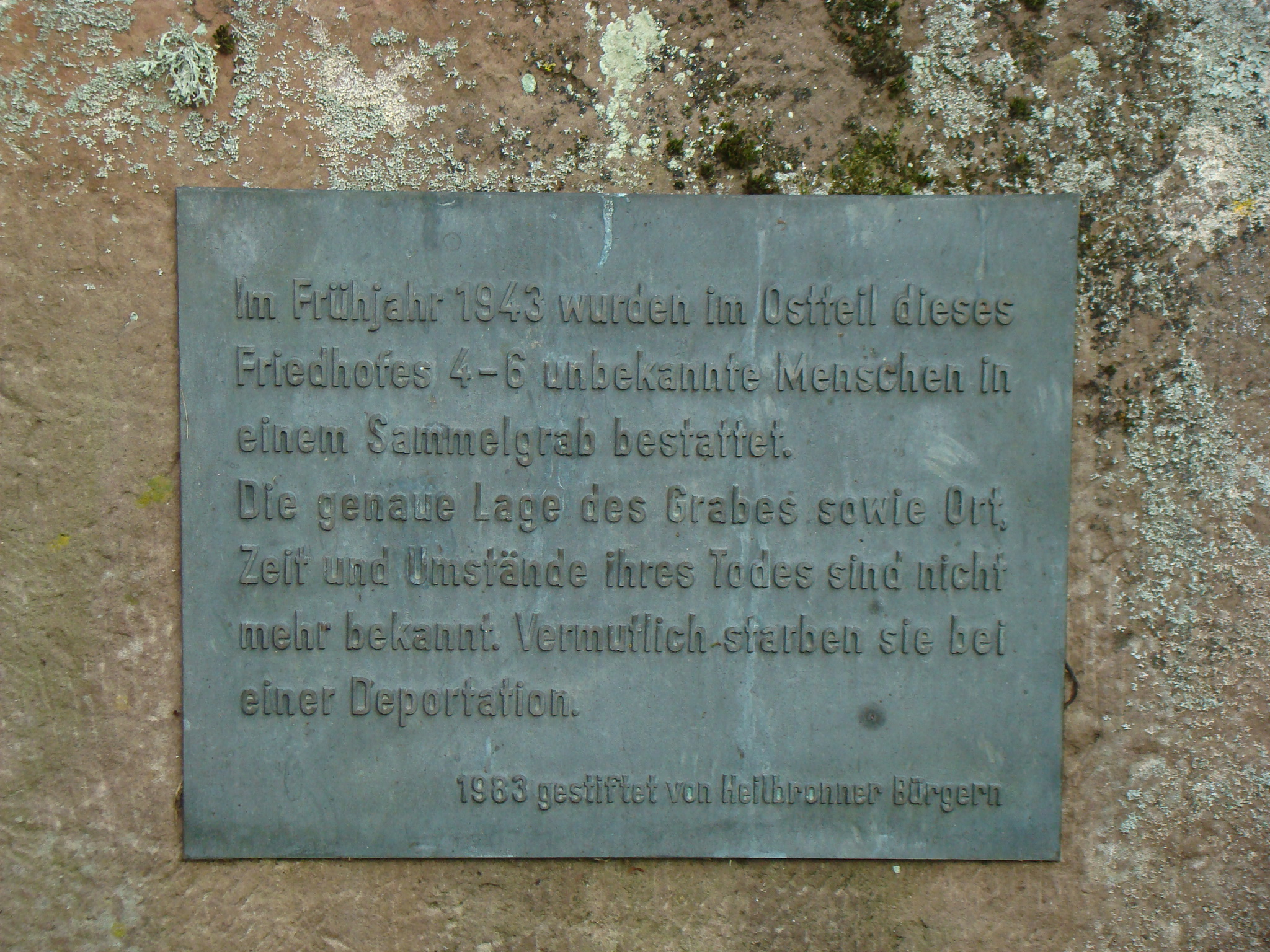
Gedenkstein für die im Jahr 1943 bestatteten unbekannten Personen
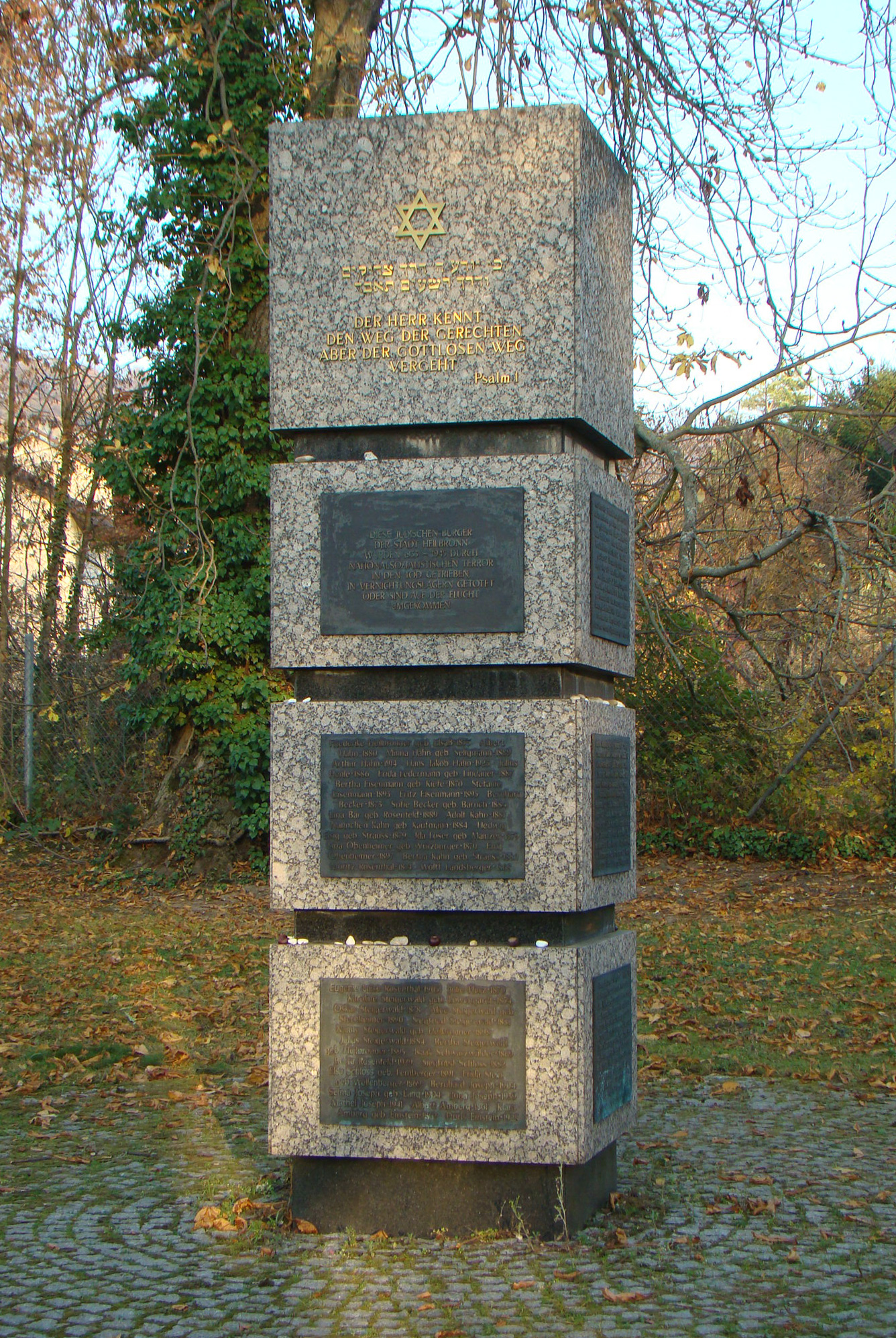
Mahnmal mit den Namen der Heilbronner Holocaust-Opfer